# 李忽蘭吉
李忽兰吉（？—1296年），又名庭玉，元朝陇西人。
其父金朝将领李节，归降蒙古。李忽兰吉为窝阔台皇子阔端的质子，跟随攻打南宋西川，攻西川、西番南涧有功，为管军总领，兼总帅府知事。又领兵三万，取合江大获山。蒙哥攻宋，李忽兰吉为管军千户，从攻四川，掌管桥道馈饷事，与怯里马哥领战船二百艘，攻掠钓鱼山、重庆。升巩昌元帅。元世祖中统年间，先后参加征讨浑都海、火都、答机、秃鲁等西北叛将。跟随哈必赤在合纳忽石温，斩杀浑都海。次年以功任巩昌后元帅。率军一千在西蕃追袭火都，后将其活捉火都，又擒获答机。至元初年，随汪良臣赴蜀，与宋军相持。至元十三年（1276年），率兵攻打重庆，取简州。至元十四年（1277年），授延安路管军招讨使。至元十五年（1278年），在武川大败秃鲁，至元二十年（1283年），升任四川北道宣慰使。后为四川南道宣慰使。至元二十一年（1284年），率军镇压西南少数民族反元战争，奉命与曲里吉思等人，分兵进取五溪洞蛮。至元二十三年（1286年），以老病退职，请归巩昌。元成宗时，遥授陕西等处行尚书省左丞。去世后，谥襄敏。